# 魔法使 光之美少女！奇跡的變身！莫夫倫天使！
魔法使 光之美少女！奇跡的變身！莫夫倫天使！（映画 魔法つかいプリキュア！奇跡の変身！キュアモフルン！）是日本一部在2016年10月29日上映的一部動畫電影。

## 故事簡介
在魔法界一直流傳著一個傳說：如果誰被每100年出現一次的傳說之石「願望之石」選中的話，不管許什麼樣的願望都能實現。這天光之美少女們出席了魔法界為慶祝這一盛事到來而舉辦的盛大祭典——「大魔法慶典」，而且在慶典上被願望之石選中的竟然是未來的毛絨玩具熊莫夫倫。然而就在這時，神秘的謎之熊達克瑪塔突然出現抓走了莫夫倫與願望之石，妄想利用願望之石實現其「消滅所有魔法使」的罪惡陰謀，為了救出莫夫倫并阻止達克瑪塔的這一陰謀，光之美少女們展開了行動……

## 登場人物
熊仔
配音：菊地美香（日本）
本作主角，第一個與莫夫倫成為朋友的女性小熊。
閃耀飛龍（Flare Dragon）
配音：山本祥太（日本）
出現在大魔法慶典上的白毛飛龍，與小哈成為了好朋友，因為被達克瑪塔的黑魔法控制而一度攻擊後者，但隨後因為小哈的淨化技而恢復正常。
庫瑪塔／達克瑪塔（Kumata／Dark Matter）
配音：浪川大輔（日本）
本作頭號反派，突然在大魔法慶典上現身的謎之熊，為了實現其「消滅所有魔法使」的罪惡陰謀，妄圖奪取被願望之石選中的莫夫倫。
以黑色小熊「庫瑪塔」的身分，在不可思議森林調查願望之石的下落。
後來證實其之所以仇視所有魔法使的原因是因為他身上所擁有的強大魔法長期遭到魔法界居民的極端歧視與恐懼，令其長期孤身一人無法交到朋友而心生怨恨。
故事最後其身上的邪惡負面能量被全體光之美少女（包括莫夫倫天使）以「光之美少女 真誠彩虹」徹底消滅，本人則改邪歸正并與眾人成為了好友。
據2017年1月的書刊得知其本人有可能也是無盡的混沌的其中一名親屬。
TV版於最終回第50話登場，在魔法商店街的一角乘著綠色魔法飛毯出現。
名字源自於英語「黑暗物質」。

## 插入曲

作詞：青木久美子，作曲、編曲：高木洋，主唱：奇跡天使（高橋李依）、魔法天使（堀江由衣）、幸福天使（早見沙織）、莫夫倫天使（齋藤彩夏）

作詞、作曲、編曲：Nostalgic Orchestra，主唱：朝日奈未來（高橋李依）、莫夫倫（齋藤彩夏）

作詞：東堂泉，英譯詞：，作曲、編曲：高木洋，主唱：五條真由美

作詞：秋元康，作曲：Akira Sunset，編曲：重永亮介，主唱：渡邊麻友
是短篇動畫《奇跡天使與莫夫倫的魔法課程！》的主題曲。

## 外部連結
- 『映画魔法つかいプリキュア！奇跡の変身！キュアモフルン！』 （页面存档备份，存于）
- 映画魔法つかいプリキュア!的X（前Twitter）